# Metabowerke GmbH
Metabowerke GmbH — немецкая компания, производящая и продающая профессиональный электроинструмент, пневмоинструмент, деревообрабатывающие станки, режущий инструмент и другую оснастку, насосное оборудование под торговой маркой «Metabo».

## Описание
Штаб-квартира и основное сборочное производство компании расположены в Германии, городе Нюртингене. Производственные мощности компании также находятся в Китае, городе Шанхай.
В перечень выпускаемой продукции входят станки, электрические сетевые и аккумуляторные, а также пневматические инструменты: шлифовальные машины, электродрели, шуруповёрты, электролобзики, электрические дисковые пилы, электрорубанки, перфораторы и другой инструмент, практически всего спектра, существующего на рынке.

## История
Компания была создана в 1924 году, в самый разгар бушевавшего в Германии экономического кризиса. Основали компанию Альбрехт Шницлер и Юлиус Клос. Первоначально компания называлась Schnizler GmbH и сразу специализировалась на выпуске инструмента. В 1927 году в компанию был принят талантливый коммерсант Вальтер Раух.
В 1929 году компания меняет название на Metabowerke GmbH. Название Metabo происходит от немецкого нем. Metallbohrdreher — ручная дрель по металлу. Именно ручные дрели были первой продукцией предприятия. Продукция компании была качественной и до 80 % её шло на экспорт в Великобританию. В 1930-е в компании работало уже около 150 человек. В 1934 году компания выпустила на рынок первую дрель, имевшую электрический привод.
14 ноября 1945 года случился большой пожар, уничтоживший 75 % всех производственных мощностей компании, однако «Metabo» продолжила развиваться. В 1950 году компания выпустила электрошлифовальную машину, в 1951 году первую циклёвочную машину, в 1952 году стала комплектовать свои дрели быстрозажимными патронами. В 1955 году фирма Metabo выпустила первую серийную электродрель ударного действия.
К 1960 году в компании работало более 1000 человек.
В 1969 году Metabo сделала свои электродрели более совершенными: появляется электронная система регулирования частоты вращения. В 1981 году начат выпуск перфораторов с электронной стабилизацией скорости.
В 1990-е годы Metabo приобрела компанию «Elektra Beckum», производство которой расположено в городе Меппен и выходит на рынок станков для деревообработки. С 2007 года весь спектр продукции выпускается под брендом Metabo.
В 2010 году в компании насчитывалось около 1700 сотрудников, а годовая выручка составляла 338 млн евро.
В 2015 году фирма Metabo вошла в состав японского концерна «Hitachi Koki Co., Ltd.».

## Производственные достижения
- 1934 — электрическая дрель «Metabo № 750» (120 Вт выходной мощности, диаметр сверления 6,5 мм, частота вращения 1200 об./мин)
- 1957 — ударная электрическая дрель «Metabo Typ 7608», пошедшая в массовое производство
- 1969 — ударная дрель с электронной регулировкой частоты вращения
- 1981 — ударная дрель 1000 Вт с поддержанием постоянной частоты вращения
- 2000 — УШМ с двигателем Metabo Marathon-Motor
- 2002 — аккумуляторная отвёртка «Power Grip»
- 2012 — аккумуляторная батарея ёмкостью 4.0 А·ч серии Ultra-M-Technologie[5]
- 2013 — аккумуляторная батарея ёмкостью 5.2 А·ч[7], Flachkopf-Winkelschleifer[8]
- 2015 — применение технологии LiHD-Akku[9]
- 2016 — аккумуляторная УШМ 36 В с кругом 230 мм[10]